# Zaireichthys heterurus
Zaireichthys heterurus es una especie de pez de la familia Amphiliidae en el orden de los Siluriformes.

## Morfología
Los machos pueden llegar alcanzar los 3,5 cm de longitud total.
- Número de  vértebras:  33-34.[1]

## Hábitat
Es un pez de agua dulce y de clima tropical.

## Distribución geográfica
Se encuentran en África: República Democrática del Congo.